# Pierre Carrier-Belleuse
Pour les articles homonymes, voir Carrier-Belleuse (homonymie), Carrier (homonymie) et Belleuse.
Pierre Gérard Albert Carrier de Belleuse, dit Pierre Carrier-Belleuse, né le 28 janvier 1851 dans le 8e arrondissement de Paris (ancien) et mort dans le 16e arrondissement de Paris le 31 décembre 1932,, est un peintre français.
Il est l’auteur de nombreux portraits de danseuses de l’Opéra. On lui doit également trois panoramas.

## Biographie
Pierre Carrier-Belleuse est le fils du sculpteur Albert-Ernest Carrier-Belleuse et de Louise Anne Adnot. D’abord élève de son père, puis d'Alexandre Cabanel à l’École des beaux-arts de Paris, il expose pour la première fois au Salon de 1875. Il y reçoit une mention honorable en 1887. À l’instar de son père, son œuvre porte essentiellement sur la femme. Ses dessins de danseuses furent fréquemment reproduits dans Le Figaro illustré.
Il participe à l'Exposition universelle de 1889 et y remporte une médaille d'argent qui le met hors-concours. Il entre en 1890 à la Société nationale des beaux-arts et y est nommé sociétaire en 1893. Il y expose tous les ans des pastels qui font son succès. En 1895, il est nommé président de la Société internationale de peinture et de sculpture.
À partir de 1885, il ne travaille pratiquement plus qu’au pastel. Cette même année, il épouse Thérèse Duhamel-Surville, petite nièce d'Honoré de Balzac. De ce mariage naît une fille, Pierrette.
Il enseigne à l'Académie Julian à Paris dans les années 1890.
Pierre Carrier-Belleuse a beaucoup peint sur la côte d’Opale. Il possédait une villa sur le sommet d’une falaise, à Wissant. Les dunes avoisinantes lui ont fourni le cadre de plusieurs de ses œuvres. Il a participé à l’école de Wissant, fondée par ses amis les peintres Adrien Demont et Virginie Demont-Breton.
Le 13 juin 1920, il est nommé Rosati à Fontenay-aux-Roses.

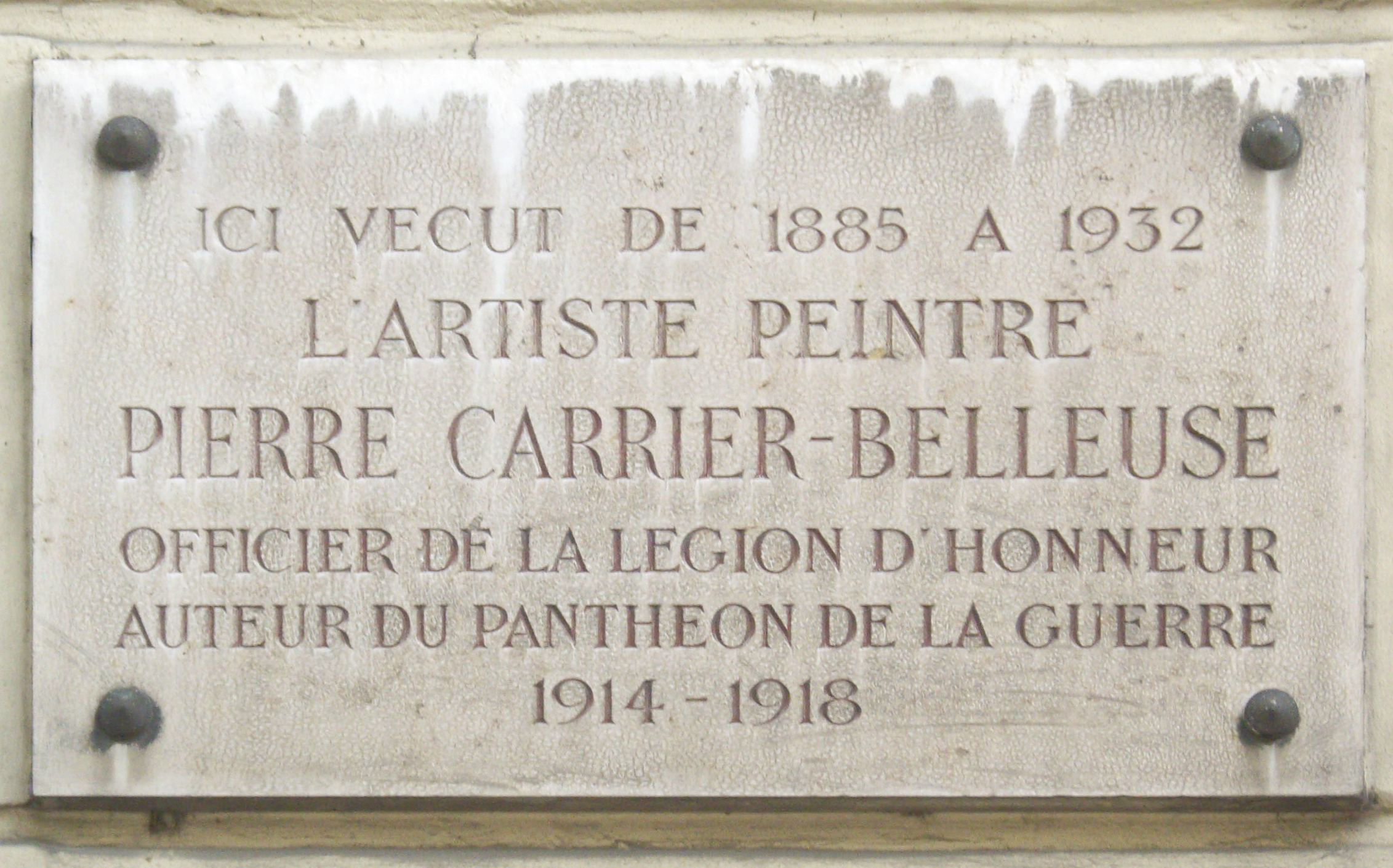
Plaque commémorative au 31, boulevard Berthier à Paris.

De 1885 à 1932, il vit au 31, boulevard Berthier dans le 17e arrondissement de Paris, où une plaque commémorative lui rend hommage. Il est inhumé au cimetière Carnot de Suresnes, dans la même sépulture que l’écrivaine Laure Surville, grand-mère de l'épouse du peintre. Il était le frère du peintre Louis-Robert Carrier-Belleuse.

## Œuvres

### Les panoramas
Pierre Carrier-Belleuse est l'auteur de trois panoramas :
- le Panorama de Notre Dame de Lourdes (1881) ;
- le Panorama de Jeanne d’Arc (1889), se composant de huit tableaux représentant chacun une scène de l’épopée de la sainte. Y figurait Jeanne d’Arc dans son jardin écoutant ses voix, le roi Charles VII et ses seigneurs à Chinon, le siège d’Orléans, la bataille de Patay, le sacre de Reims, la tentative sur Paris, la capture de Jeanne d’Arc, la place de Rouen, et Jeanne d’Arc sur le bûcher ;
- le Panthéon de la guerre (entre 1914 et 1916), réalisé en collaboration avec Auguste François-Marie Gorguet et avec l'assistance d'une vingtaine d'artistes. C’était alors le plus grand tableau du monde (45 × 402 m), contenant près de 5 000 portraits de notables de la guerre français et alliés. L'œuvre était exposée dans un bâtiment spécialement édifié pour l'abriter, à côté de l'hôtel des Invalides à Paris.

### Œuvres dans les collections publiques
- Gray, musée Baron-Martin :
  - Sur la dune, le scarabée, 1902, pastel ;
  - Au soleil, pastel, 1902.
- Le Puy-en-Velay, musée Crozatier : Fantaisie, 1874[7].
- Lourdes, collections municipales : Panorama de Notre Dame de Lourdes, 1881.
- Marseille, musée des Beaux-Arts : Le Miroir, pastel[8].
- Nice, musée national du sport : Faut-il un petit modèle cycliste, pastel, 1906.
- Paris, Petit Palais :
  - Tendres aveux. Mlle Litini et Mlle Bariaux, de l'Opéra, 1894, pastel[9] ;
  - Sur le sable de la dune, 1896, pastel[10] ;
  - Le Repos, 1900, pastel[11] ;
  - Au réveil, 1912, pastel[12].
- Rennes, musée des Beaux-Arts : Émile Jean Deschanel, enfant, 1913[13].

Œuvres de Pierre Carrier-Belleuse
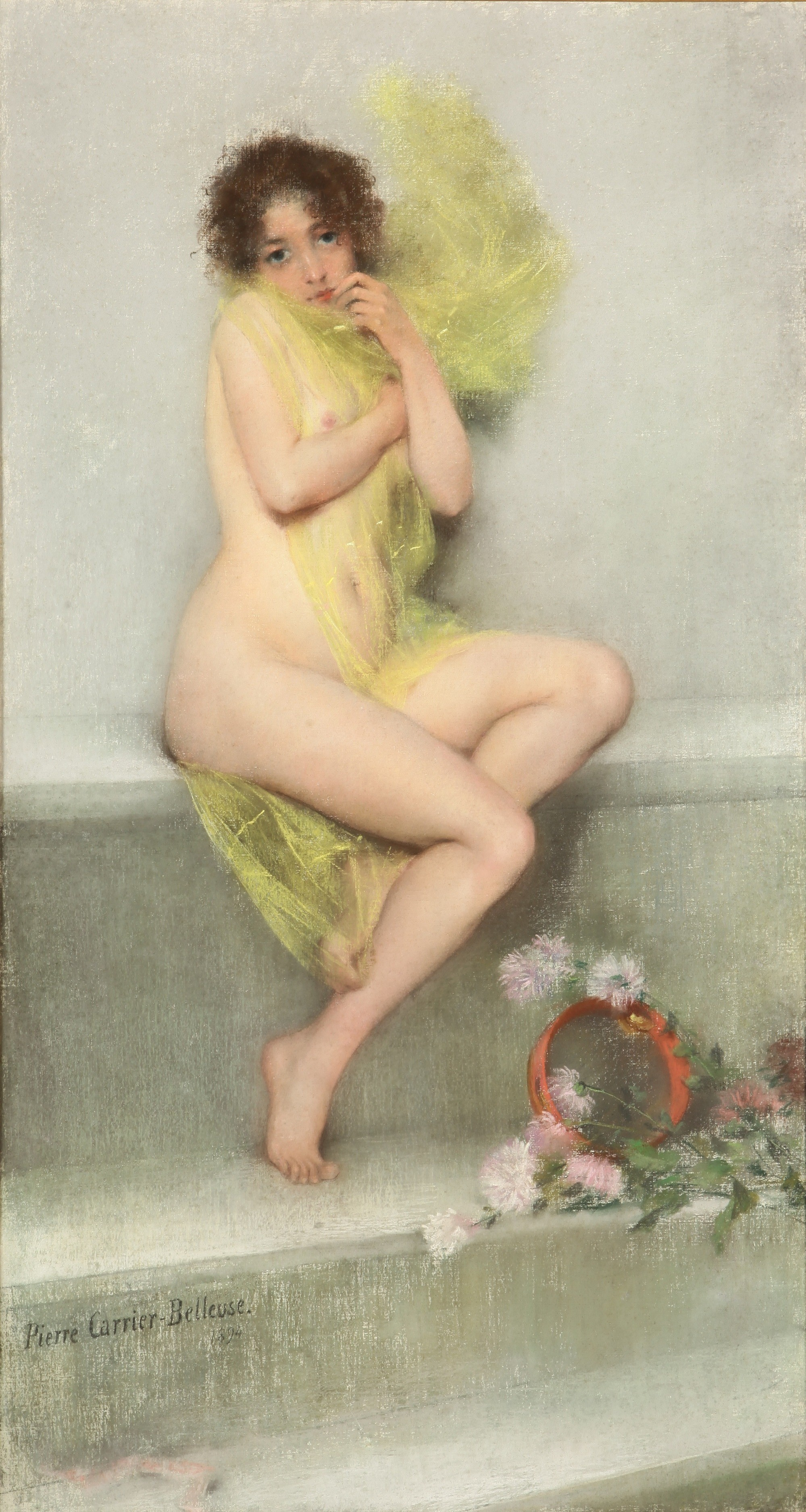
La Frileuse (1894), Buenos Aires, musée national des Beaux-Arts.
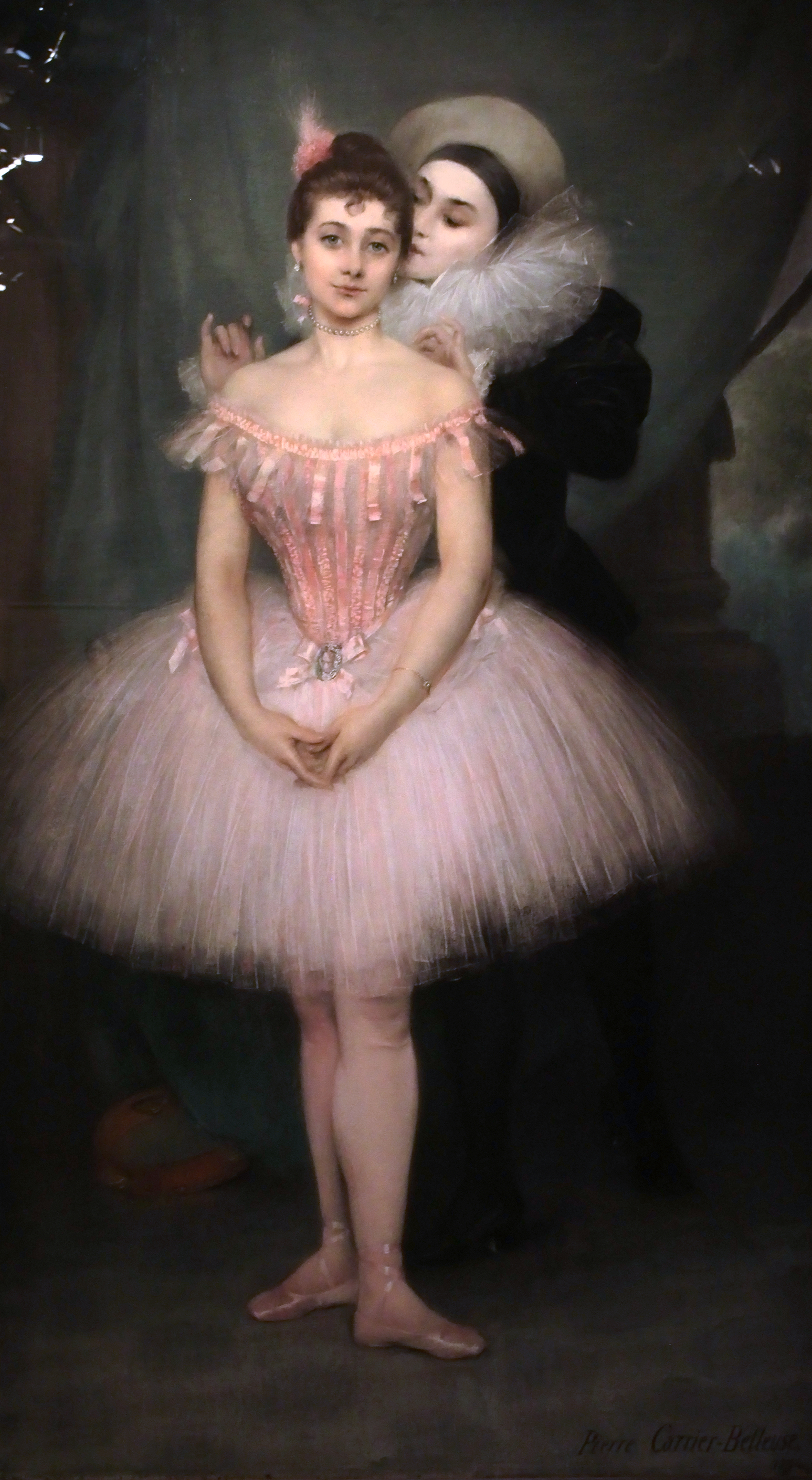
Tendres aveux (1894), Paris, Petit Palais.
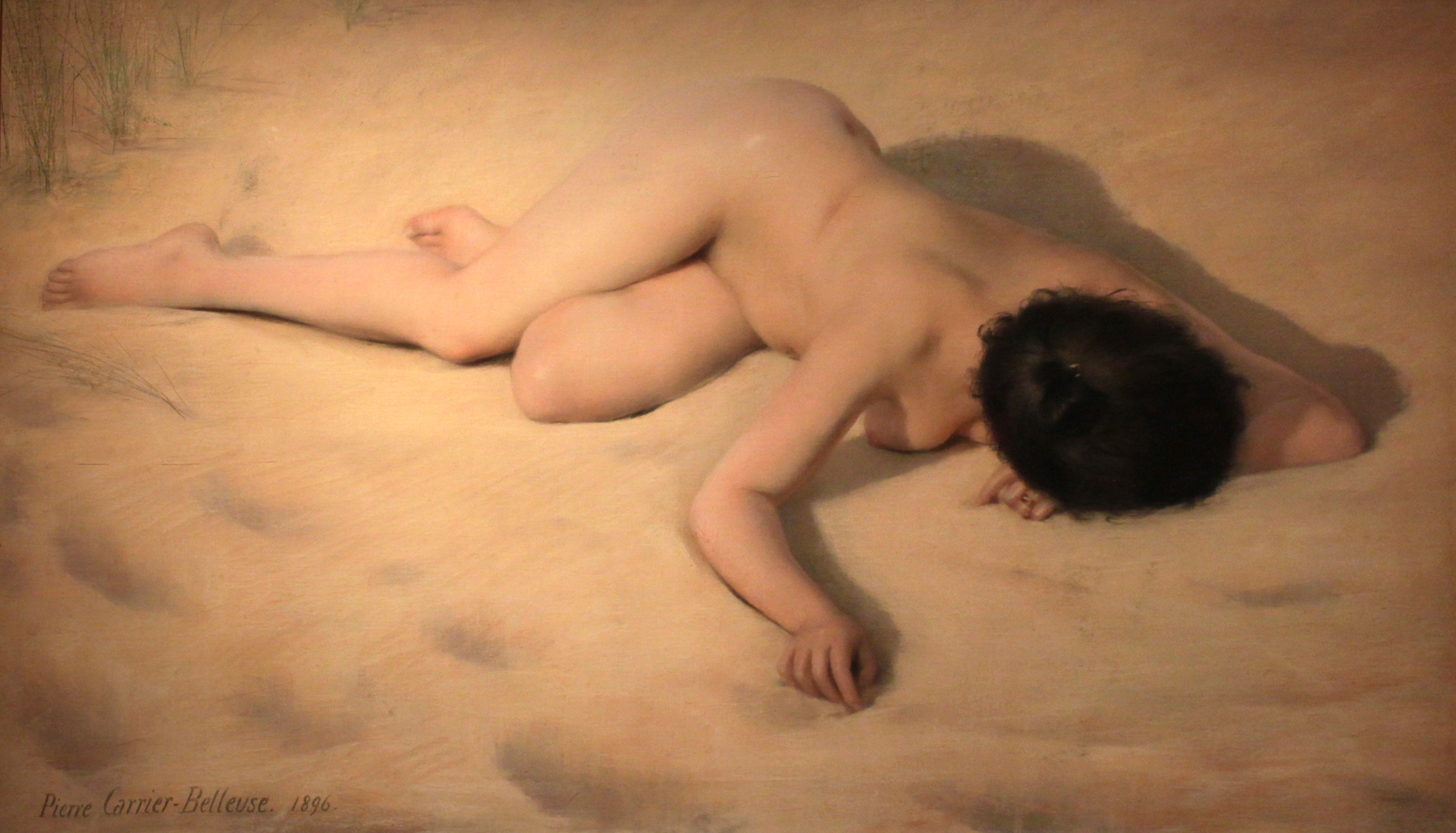
Sur le sable de la dune (1896), Paris, Petit Palais.
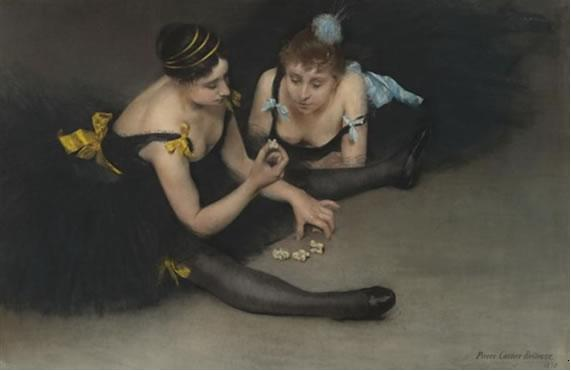
Deux ballerines (vers 1900), Flint, Flint Institute of Arts (en)[14].

Œuvres non localisées attribuées à Pierre Carrier-Belleuse
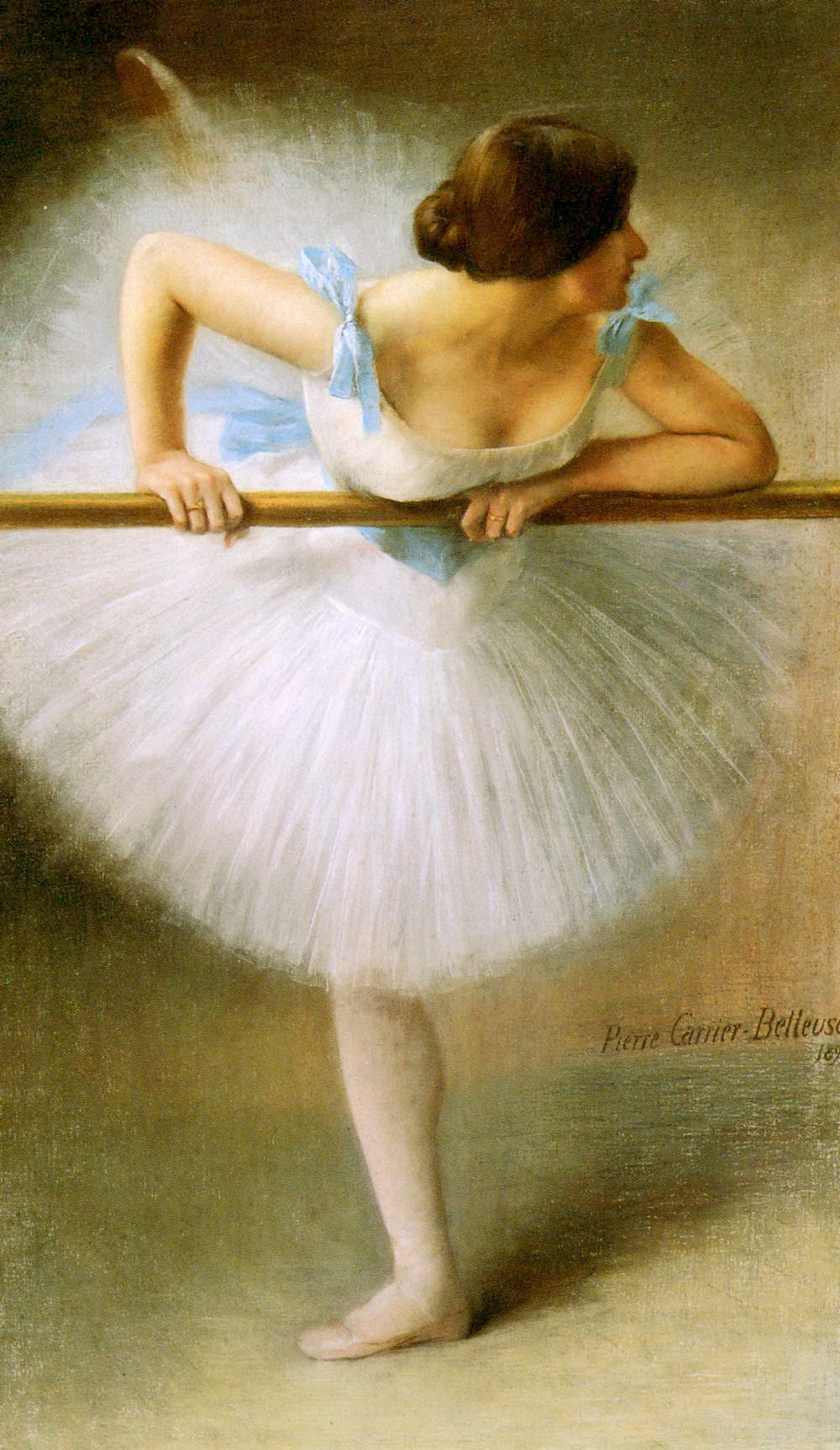
La Danseuse (1897).
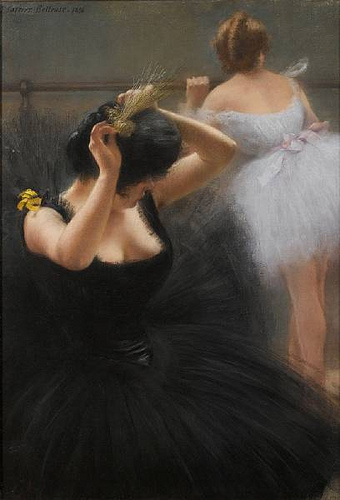
Ballet (vers 1900).
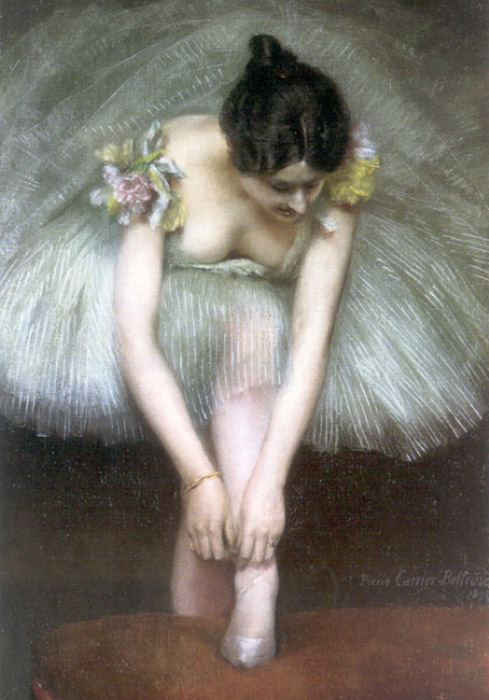
Avant le ballet (1896).
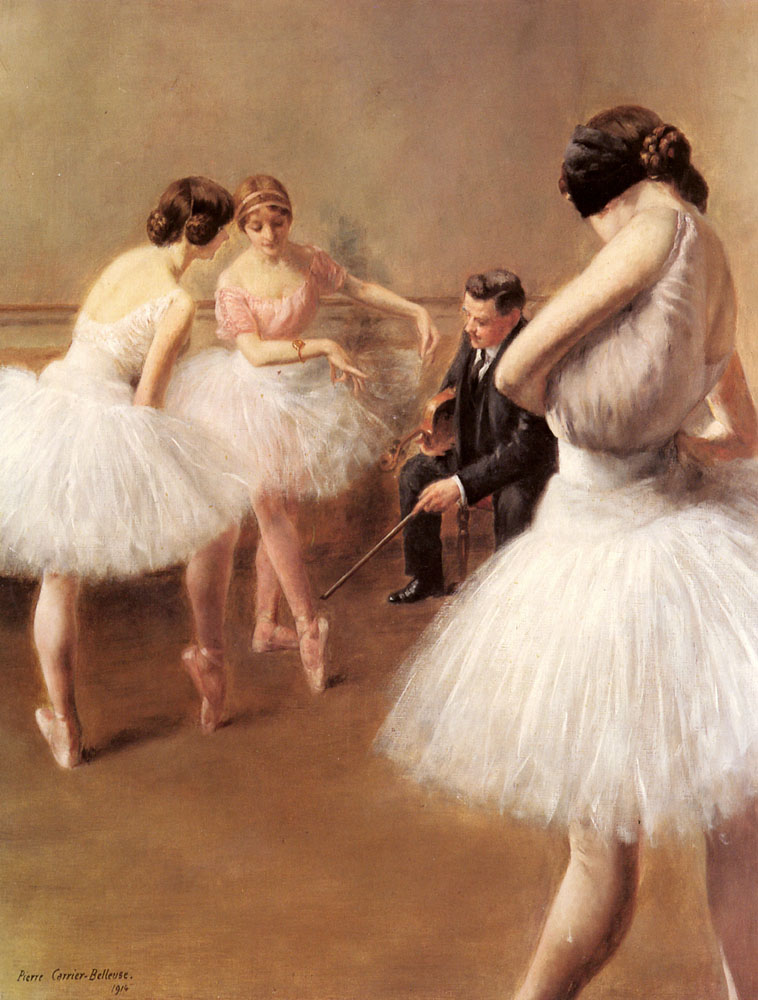
La Leçon de ballet (1914).
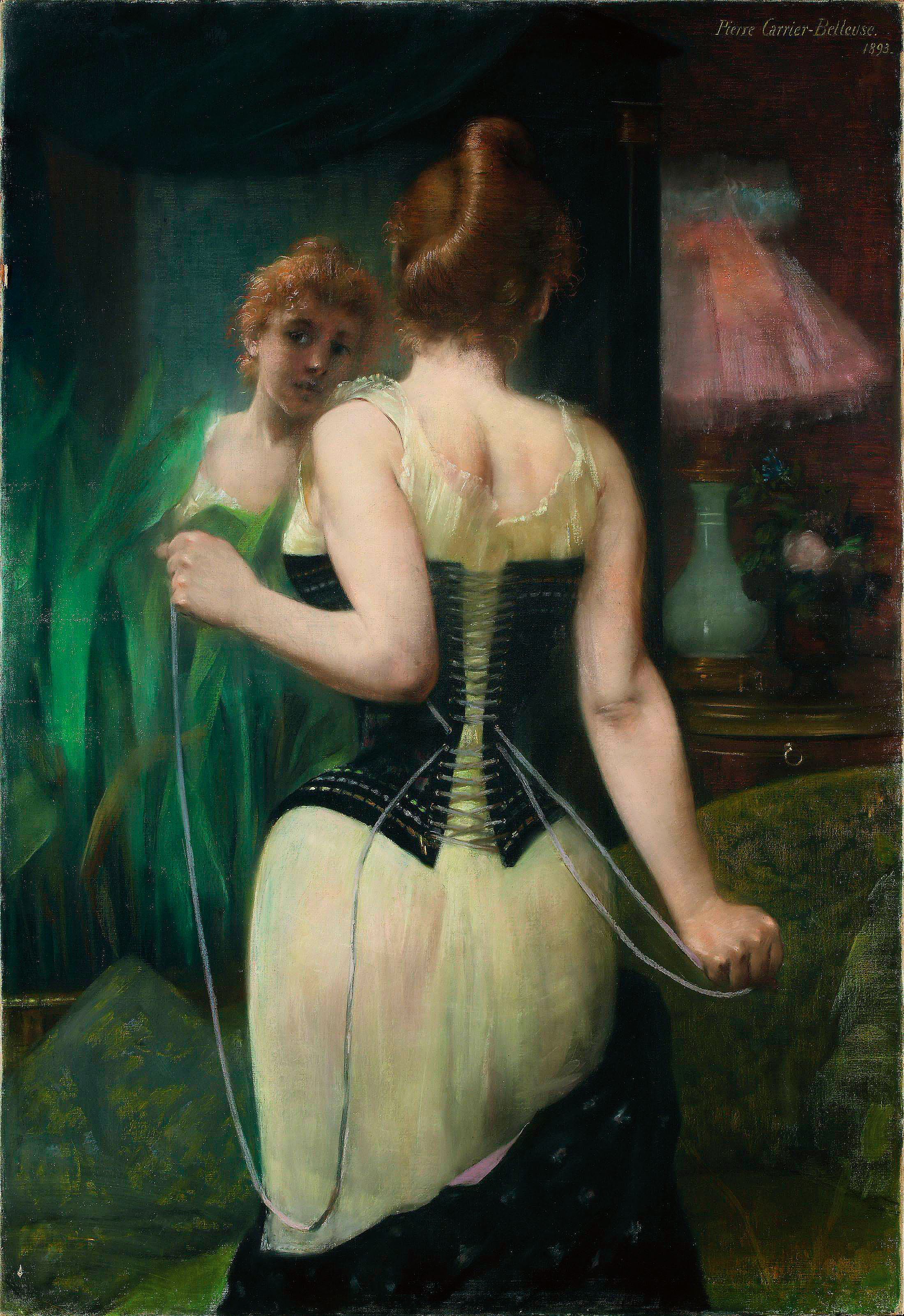
Jeune femme adjustant son corset (1893).
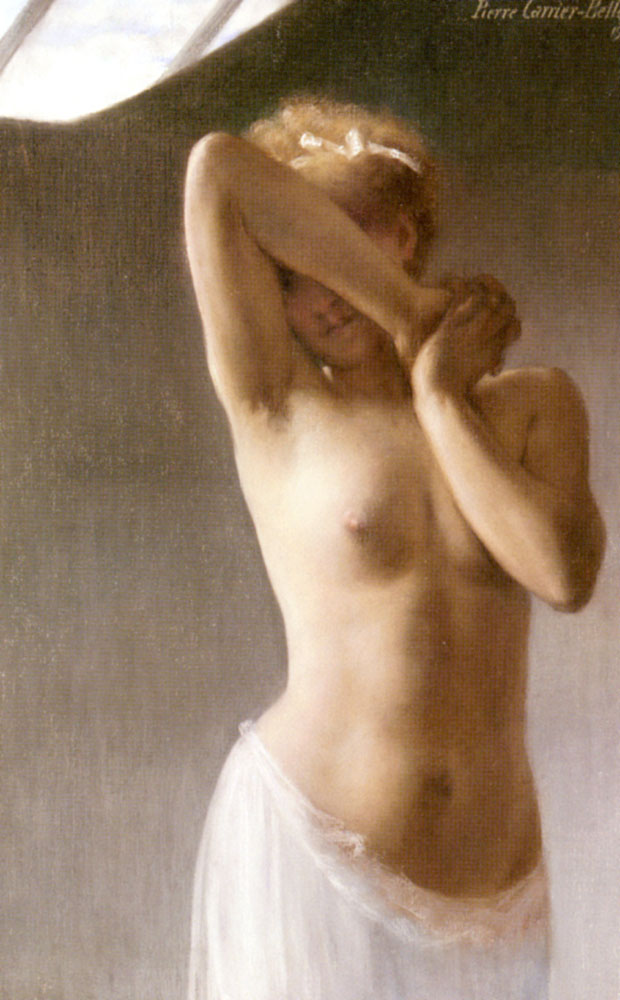
La Première pose (1900).
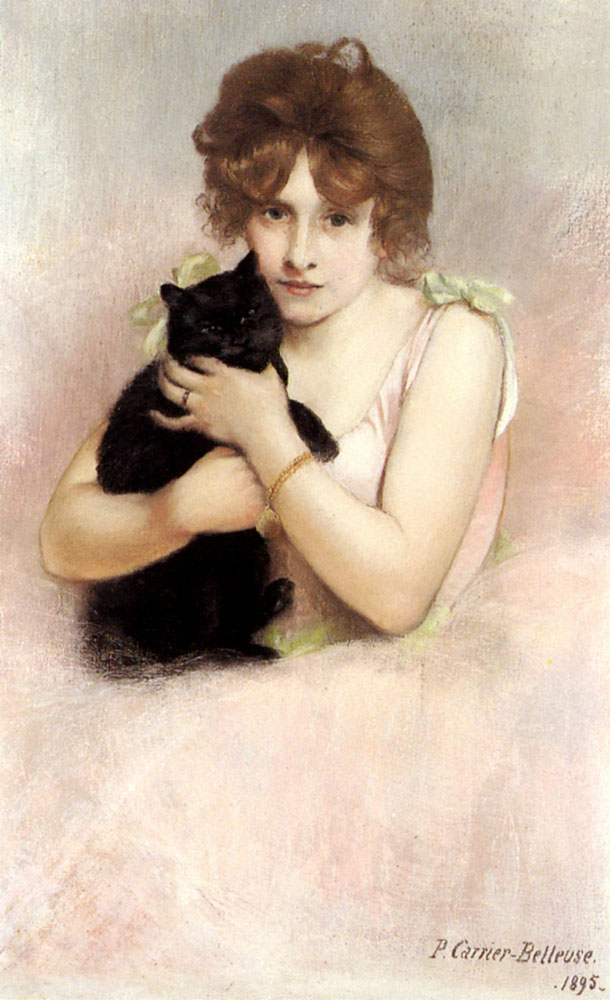
Jeune ballerine tenant un chat noir (1895).
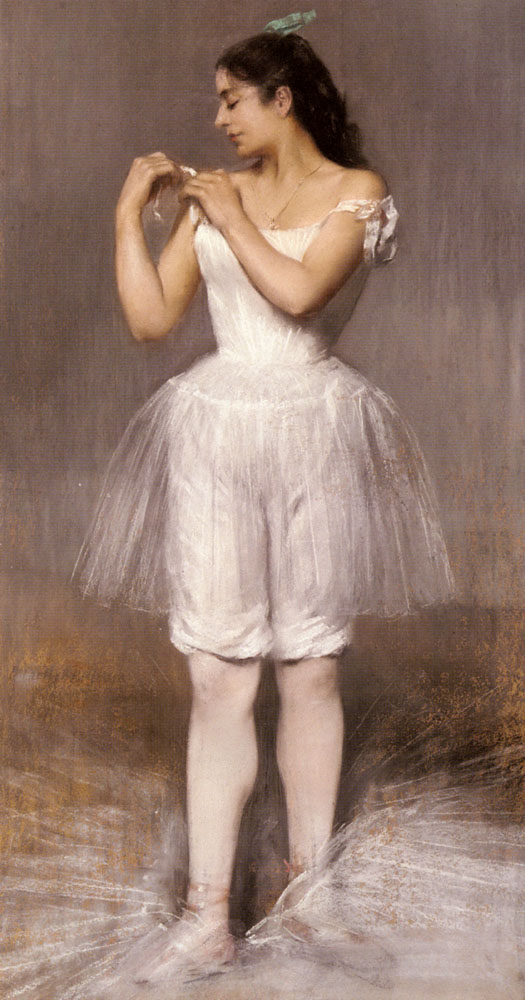
La Ballerine (1899).